# Chrysolina songpana
Chrysolina songpana é uma espécie de artrópode pertencente à família Chrysomelidae.